# Resolução 164 do Conselho de Segurança das Nações Unidas
Resolução 164 do Conselho de Segurança das Nações Unidas, foi aprovada em 22 de julho de 1961, o Conselho, no que diz respeito à situação na Tunísia, pediu um cessar-fogo imediato e o retorno de todas as forças armadas para suas posições originais.
Dois dias antes da presente resolução, a Tunísia tinha convocado uma reunião urgente do Conselho de Segurança a considerar a denúncia contra atos de agressão por parte da França sobre a soberania e a segurança da Tunísia. Desde 19 de julho, Bizerta havia sido atacada pela Marinha francesa e a Força Aérea; A França alegou que estava protegendo instalações e a liberdade de comunicações no local.
Foi aprovado com 10 votos, a França estava presente, mas não participou na votação.
A maioria dos Estados-Membros solicitaram uma sessão especial da Assembleia Geral entre 21-25 de agosto para discutir a situação.